# Nietzscheana plutenkoi
Nietzscheana plutenkoi – gatunek chrząszcza z rodziny kózkowatych i podrodziny zgrzypikowych. Jedyny przedstawiciel rodzaju Nietzscheana.

## Zasięg występowania
Gatunek ten występuje na  Rosyjskim Dalekim Wschodzie, notowany w Kraju Nadmorskim.